# Famille Sándor
Sándor de Szlavnicza et de Bajna (en hongrois Szlavniczai és Bajnai nemes, báró és gróf Sándor) est le patronyme d'une famille de la noblesse hongroise. Sándor est la forme hongroise d'« Alexandre ».

## Histoire
La famille est originaire du comté de Trencsén en Haute-Hongrie (actuelle Slovaquie). Elle reçoit par don royal de 1456 le domaine de Szlavnicza (Slavnitsa). Gáspár Sándor est titré baron en 1706 mais sa branche s'éteint peu après. Antal Sándor, issu d'une autre branche qui porte le titre de baron depuis le milieu du XVIIIe siècle, est élevé au rang de comte en 1787. Móric Sándor (1805-1878), dernier membre masculin de la famille, épouse la fille du prince autrichien Metternich, la comtesse Leontine Metternich von Winneburg (1811–1861). Leur fille unique, la comtesse Paulina Sándor (1836-1921), épouse son cousin Richard Clemens von Metternich-Winneburg (1829-1895), conseiller privé et chambellan impérial et royal austro-hongrois, qui porte dès lors le nom de Metternich-Sándor von Winneburg, dont sont issues trois filles Sándor-Metternich. Les biens de la famille Sándor passent ainsi à la famille Metternich, mais ceux situés ailleurs qu'en Autriche sont nationalisés après la Seconde Guerre mondiale par les pouvoirs communistes de Hongrie et de Tchécoslovaquie qui, par ailleurs, abolissent tous les titres et indicateurs de noblesse. Les plus notables de ces biens étaient les domaines de Szlavnica, Bajna, Bia, Bicske, Gyarmat, Nitra et Ráró, le Palais Sándor de Buda, le palais Sándor d'Esztergom, et le palais Metternich-Sándor de Vienne (Autriche).

## Principaux membres
- Gáspár I Sándor (fl. 1556), alispán (vice-comte) de Trencsén.
- János Sándor, vice-palatin de Hongrie (1616).
- László II Sándor, alispán de Nyitra. Frère du précédent.
- Imre I Sándor (fl. 1637), alispán de Trencsén.
- Gáspár III Sándor (2nde moitié du XVIIe siècle), capitaine (ie gouverneur) du château de Sellye.
- Gáspár IV Sándor (hu) (décédé vers 1723), beau-frère et partisan de Imre Thököly, dont il est l'un des principaux généraux kouroutz (1693-1694). Ambassadeur, capitaine de la Cour (udvari kapitánya), il devient un fidèle de l'empereur Habsbourg qui le gratifie du titre de baron (1706) et de Gentilhomme du roi.
- baron Menyhért Sándor (1661–1723), alispán de Esztergom.
- comte Antal Sándor (1734–1788), chambellan KuK de la Table des Sept.
- baron István Sándor (hu) (1756-1815), écrivain et bibliographe hongrois.
- comte Móric Sándor (hu) (1805-1878). Connu en Europe en tant que fin cavalier, dresseur et acrobate, nageur et chasseur, il sombre dans la folie et termine sa vie en hôpital psychiatrique. Il est le gendre du prince Metternich.

## Galerie

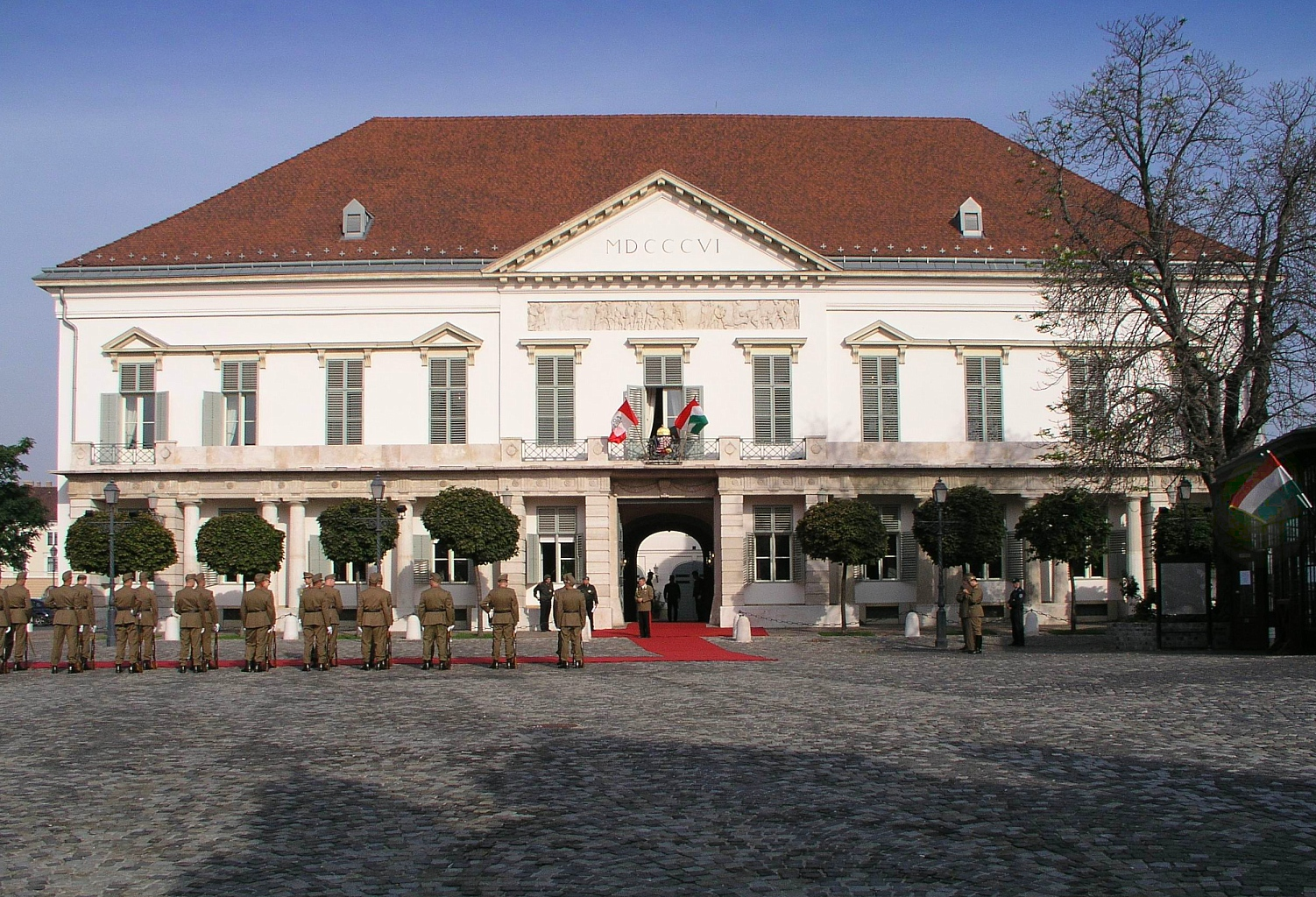
Palais Sándor de Budapest, résidence officielle du président de Hongrie.
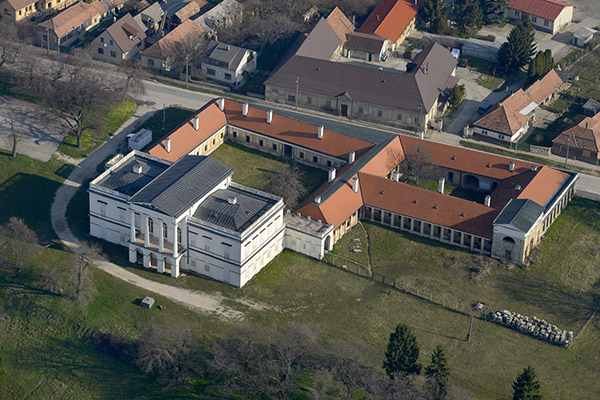
Palais de Bajna.
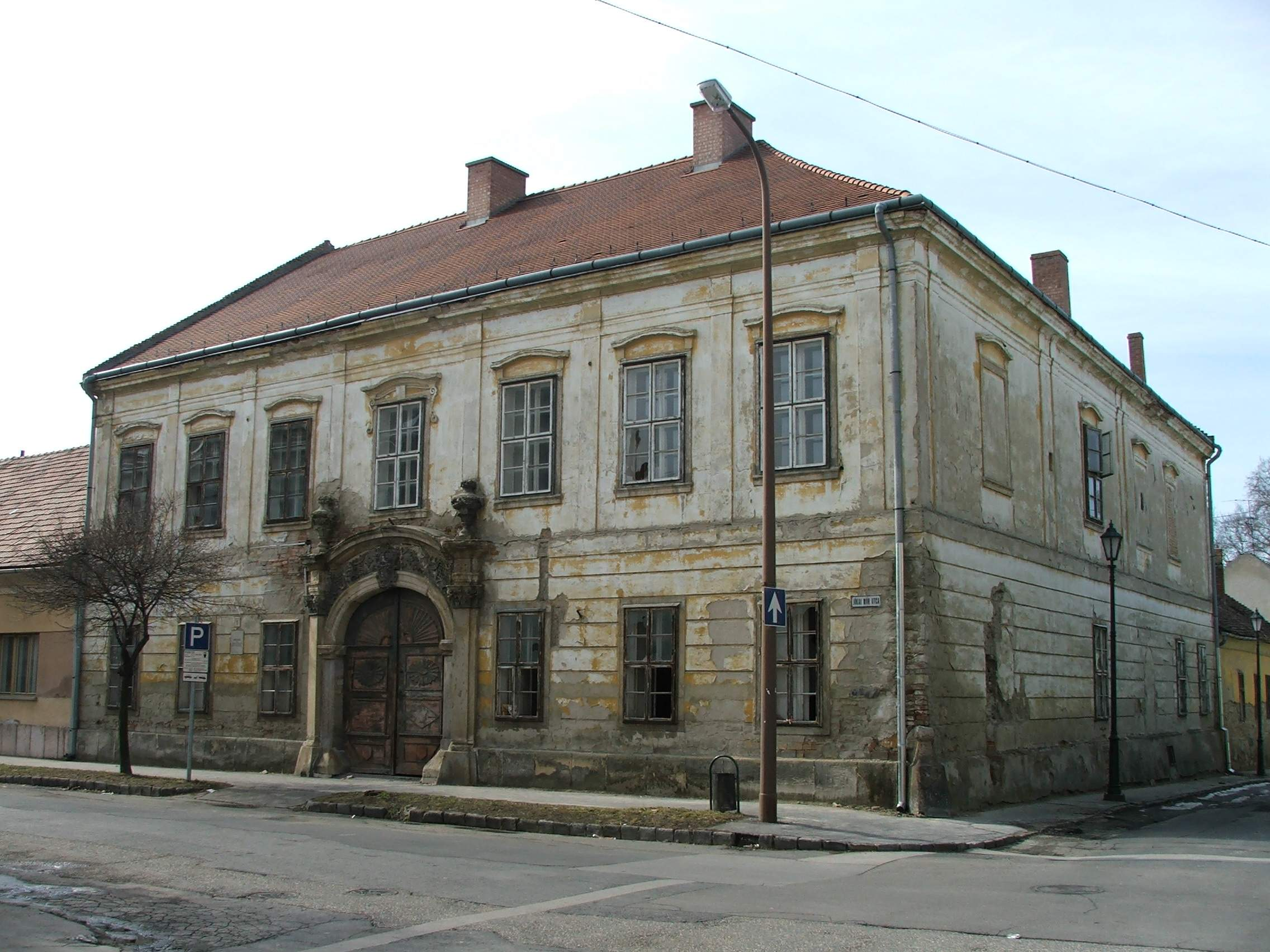
Palais Sándor d'Esztergom.
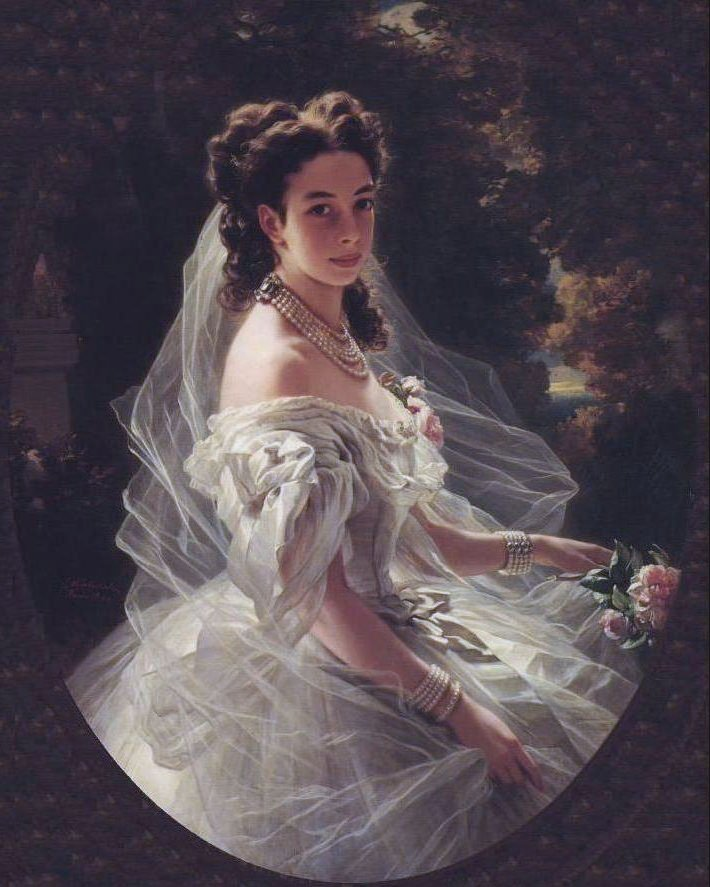
Paulina Sándor princesse Metternich (1836-1921), par Winterhalter.
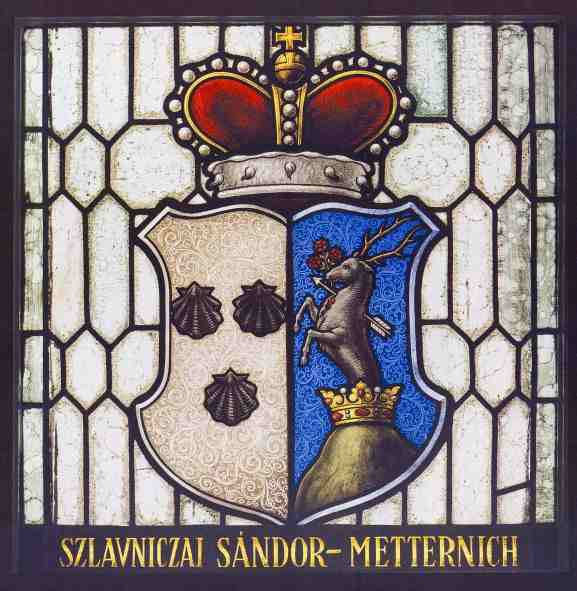
Blason de la famille Sándor-Metternich
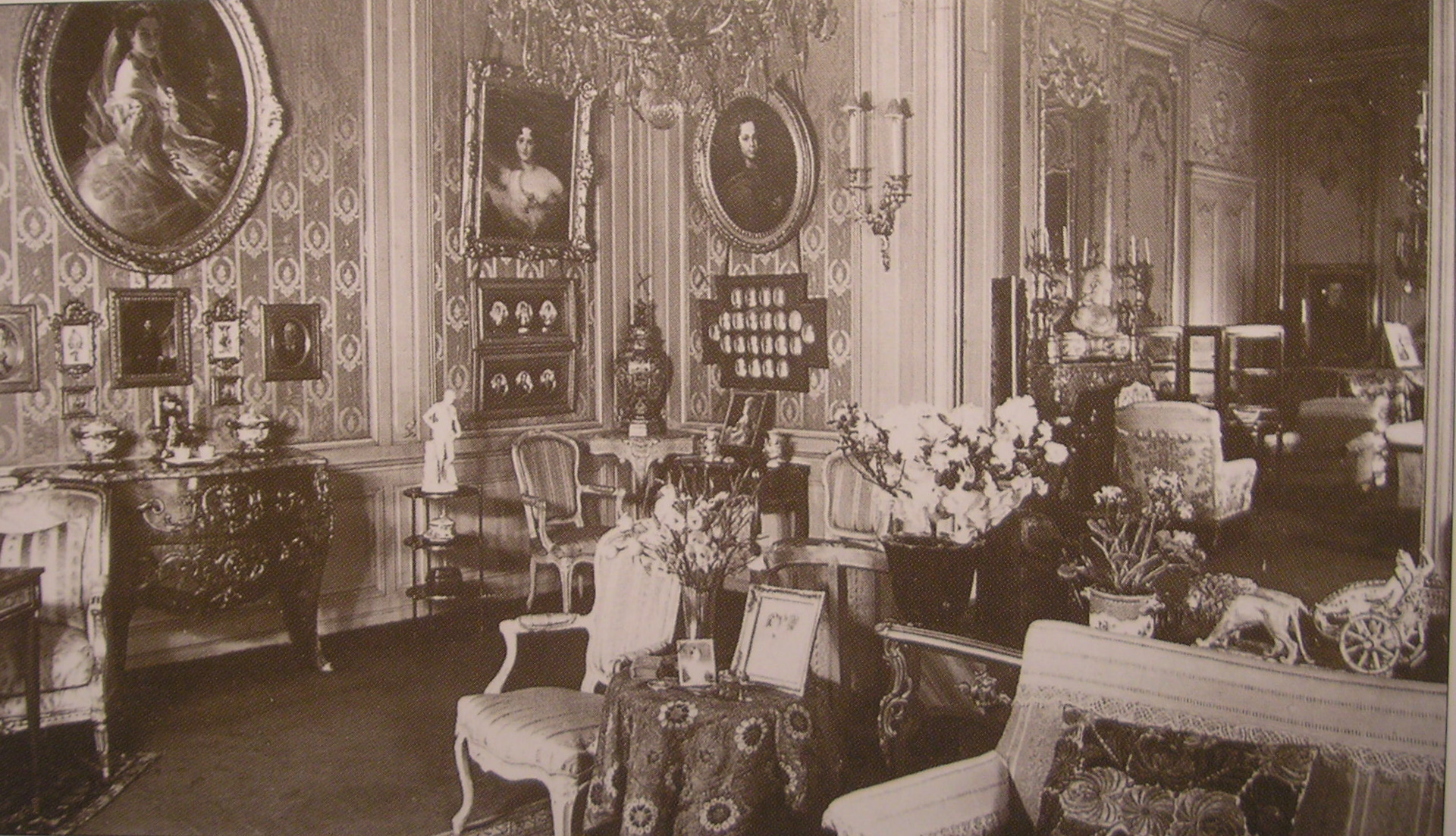
Salon du palais Metternich-Sandor de Vienne (1900).

## Principales alliances
- Máriássy, Berényi, Rudnyánszky, Balogh de Galántha, Balassa, Apponyi, Bélaváry, Thököly, Viczay, Révay, Festetics, Metternich.

## Liens, sources
1. ↑  Dieter Gosewinkel, Matĕj Spurný et Valentine Meunier, « Citoyenneté et expropriation en Tchécoslovaquie au lendemain des deux Guerres mondiales », Revue d’histoire moderne et contemporaine, vol. 61-1, no 1,‎ 2014, p. 26 (ISSN 0048-8003 et 1776-3045, DOI 10.3917/rhmc.611.0026, lire en ligne, consulté le 23 janvier 2022).

- Iván Nagy: Magyarország családai, Budapest